# Mart Kuusik
Hugo Maksimilian "Mart" Kuusik (Narva, Estònia, 9 de desembre de 1877 – Battle Ground, Indiana, Estats Units, 24 d'agost de 1965) va ser un remer estonià que va competir a començaments del segle XX sota bandera russa.
El 1912 va prendre part en els Jocs Olímpics d'Estocolm, on guanyà la medalla de bronze en la competició del scull individual del programa de rem.
Estudià a la Universitat d'Oxford, on es llicencià com a enginyer. Va guanyar el campionat de Rússia en tres ocasions el 1910, 1911 i 1913. Durant la Primera Guerra Mundial va servir amb les forces russes a Finlàndia. Després de la Revolució d'Octubre va ser detingut per la txeka, però amb l'ajuda de diplomàtics estonians aconseguí sortir de la presó. Durant un temps va tornar a Estònia, on exercí d'entrenador de boxa. Abandonà Estònia durant la dècada de 1920, per marxar cap als Estats Units, on es va establir definitivament i formà una família.